# Curtis Yarvin
Curtis Guy Yarvin (n. 25 iunie 1973, New York City, New York, SUA), cunoscut și sub pseudonimul Mencius Moldbug, este un blogger american. El este cunoscut, alături de filosoful Nick Land⁠(d), pentru că a fondat mișcarea filozofică anti-egalitară⁠(d) și antidemocratică⁠(d) cunoscută cu numele de Dark Enlightenment sau mișcarea neoreacționară (NRx).
În blogul său Unqualified Reservations, pe care l-a scris din 2007 până în 2014, și în buletinul său de știri de mai târziu Grey Mirror, pe care l-a început în 2020, el susține că democrația americană este un experiment eșuat care ar trebui înlocuit cu o monarhie responsabilă, similară structurii de guvernare a corporațiilor. În 2002, Yarvin a început să lucreze la un proiect software personal care a devenit în cele din urmă platforma de calcul în rețea Urbit. În 2013, a co-fondat compania Tlon pentru a supraveghea proiectul Urbit și a ajutat la conducerea acestuia până în 2019.
Yarvin a fost descris ca un „neoreacționar”, „neomonarhist” și „neo-feudalist” care „consideră liberalismul drept sursă a unui sistem totalitar asemănător Matrix, și ca o persoană care vrea să înlocuiască democrația americană cu un fel de tehno-monarhie”. El a apărat instituția sclaviei și a sugerat că anumite rase pot fi natural mai înclinate spre sclavie decât altele. El a susținut că albii au un IQ mai mare decât oamenii de culoare, dar nu se consideră naționalist alb. El este un critic al programelor americane pentru drepturile civice și a numit mișcarea pentru drepturile civice o „industrie de furie neagră”.
Yarvin a influențat unii investitori importanți din Silicon Valley și politicieni republicani, capitalistul de risc Peter Thiel fiind descris ca fiind „cea mai importantă cunoștință a sa”. Strategistul politic Steve Bannon i-a citit și admirat munca. Vicepreședintele SUA JD Vance „a spus el însuși că Yarvin l-a influențat”. Michael Anton, directorul de planificare a politicii al Departamentului de Stat în timpul celei de-a doua președinții a lui Trump, a discutat, de asemenea, ideile lui Yarvin. În ianuarie 2025, Yarvin a participat la gala inaugurală a lui Trump la Washington; Politico a raportat că este „un invitat informal de onoare” din cauza „influenței sale uriașe asupra dreptei trumpiste”.

## Biografie

### Copilăria și educația
Curtis Guy Yarvin s-a născut în 1973 într-o familie liberală, laică. Bunicii lui din partea tatălui său erau evrei americani și comuniști. Tatăl său, Herbert Yarvin, a lucrat pentru guvernul SUA ca diplomat, iar mama sa era protestantă din comitatul Westchester. În 1985, a intrat în studiul longitudinal a Universității Johns Hopkins al tineretului cu talent matematic. În 1988, Yarvin a absolvit Wilde Lake High School, un liceu public din comunitatea planificată din Columbia, Maryland.
A urmat Universitatea Brown din 1988 până în 1992, apoi a fost student într-un program de doctorat în informatică la UC Berkeley, înainte de a renunța după un an și jumătate ca să se alăture unei companii de tehnologie. În anii 1990, Yarvin a fost influențat de cultura tehnologică libertariană din Silicon Valley. Yarvin a citit lucrări de dreapta și conservatoare. Profesorul de drept libertarian de la Universitatea din Tennessee, Glenn Reynolds, l-a prezentat unor scriitori precum Ludwig von Mises și Murray Rothbard. Respingerea empirismului de către Mises și Școala Austriacă, care au preferau în schimb deducția, a influențat mentalitatea lui Yarvin.
Pseudonimul lui Yarvin, Mencius Moldbug, este o combinație a filozofului confucianist „Mencius” și un joc de cuvinte cu mold  „mucegai” și goldbug „speculant optimist la bursă”.

### Urbit
În 2002, Yarvin a fondat platforma de calculatoare Urbit ca o rețea descentralizată de servere personale. În 2013, el a co-fondat compania Tlön Corp, cu sediul în San Francisco, pentru a dezvolta Urbit în continuare, cu finanțare de la filiala de capital de risc a lui Peter Thiel, numită Founders Fund. În 2016, Yarvin a fost invitat să prezinte aspectele de programare funcțională ale Urbit la LambdaConf 2016, ceea ce a dus la retragerea a cinci oratori, două subconferințe și mai mulți sponsori. Yarvin a părăsit Tlön în ianuarie 2019, dar își păstrează o anumită implicare intelectuală și financiară în dezvoltarea Urbit.

### Blogging neoreacționar
Lectura de către Yarvin a lui Thomas Carlyle l-a convins că libertarianismul era un proiect condamnat fără includerea autoritarismului, iar cartea lui Hans-Hermann Hoppe din 2001 Democracy: The God That Failed a marcat prima ruptură a lui Yarvin cu democrația. O altă influență a fost James Burnham, care afirma că adevărata politică are loc prin acțiunile elitelor, sub ceea ce el a numit aparentă retorică democratică sau socialistă. În anii 2000, eșecurile democratizării Irakului și Afganistanului de către SUA au întărit opiniile antidemocratice ale lui Yarvin, răspunsul federal la criza financiară din 2008 i-a întărit convingerile libertariene, iar alegerea lui Barack Obama ca președinte al SUA în același an i-a întărit convingerea că istoria progresează inevitabil către societăți stângiste.
În 2007, Yarvin a început blogul Unqualified Reservations ca să-și promoveze viziunea politică. Într-o postare timpurie pe blog, el a adaptat o frază din filmul Matrix, „pilula roșie”, ca să însemne o spulberare a iluziilor progresiste. A încetat în mare măsură să-și actualizeze blogul în 2013, când a început să se concentreze pe Urbit; în aprilie 2016, el a anunțat că Unqualified Reservations și-a „împlinit misiunea”.
În 2020, Yarvin a început să-și scrie opiniile pe blogul Grey Mirror. Postările sale, precum „Reflecții asupra ultimelor alegeri” (2020) și „The butterfly revolution” (2022), sunt experimente de gândire despre cum să fie realizată o lovitură de stat în SUA și democrația să fie înlocuită cu o nouă formă de monarhie, idei pe care criticii le-au descris drept „fasciste”.
În ianuarie 2025, Yarvin a participat la o gală inaugurală a lui Trump la Washington, DC, găzduită de editura de extremă dreapta Passage Press; Politico a relatat că a fost „un invitat informal de onoare” din cauza „influenței sale uriașe asupra dreptei trumpiste”.

## Viața personală
Yarvin a fost căsătorit cu Jennifer Kollmer, care a murit în 2021 și cu care are doi copii. A fost logodit pentru scurt timp cu scriitoarea Lydia Laurenson, cu care are un copil. S-a căsătorit cu Kristine Militello în 2024.
El este ateu.